# Férfi 4 × 100 méteres váltófutás a 2015-ös atlétikai világbajnokságon
A 2015-ös atlétikai világbajnokságon a férfi 4 × 100 méteres váltófutás versenyszámának selejtezőit és döntőjét a Pekingi Nemzeti Stadionban rendezték. A győztes Jamaica csapata lett.

## Előfutamok
| #   | Ország                  | Versenyzők                                                                     | Idő     |   |
| --- | ----------------------- | ------------------------------------------------------------------------------ | ------- | - |
| 1.  | Jamaica                 | Nesta Carter Asafa Powell Rasheed Dwyer Usain Bolt                             | 37,41   | Q |
| 2.  | Franciaország           | Emmanuel Biron Christophe Lemaitre Guy-Elphège Anouman Jimmy Vicaut            | 37,88   | Q |
| 3.  | Egyesült Államok        | Trayvon Bromell Justin Gatlin Tyson Gay Mike Rodgers                           | 37,91   | Q |
| 4.  | Kína                    | Mo Youxue Xie Zhenye Su Bingtian Zhang Peimeng                                 | 37,92   | Q |
| 5.  | Antigua és Barbuda      | Chavaughn Walsh Daniel Bailey Jared Jarvis Miguel Francis                      | 38,01   | q |
| 6.  | Kanada                  | Justyn Warner Andre De Grasse Brendon Rodney Aaron Brown                       | 38,03   | q |
| 7.  | Egyesült Királyság      | Richard Kilty Harry Aikines-Aryeetey James Ellington Daniel Talbot             | 38,20   | Q |
| 8.  | Hollandia               | Solomon Bockarie Patrick van Luijk Liemarvin Bonevacia Hensley Paulina         | 38,41   |   |
| 9.  | Németország             | Julian Reus Sven Knipphals Alexander Kosenkow Aleixo-Platini Menha             | 38,57   | Q |
| 10. | Japán                   | Ōszeto Kazuma Fudzsimicu Kendzsi Nagata Takuja Tanigucsi Kotaro                | 38,60   |   |
| 11. | Ukrajna                 | Roman Kravcov Szerhij Szmelik Volodimir Szuprun Vitalij Korzs                  | 38,79   |   |
| 12. | Bahama-szigetek         | Warren Fraser Shavez Hart Elroy McBride Teray Smith                            | 38,96   |   |
|     | Brazília                | Gustavo dos Santos Aldemir da Silva Junior Bruno de Barros José Carlos Moreira | Kiesett |   |
|     | Dél-afrikai Köztársaság | Henricko Bruintjies Anaso Jobodwana Antonio Alkana Akani Simbine               | Kiesett |   |

## Döntő
| #  | Ország             | Versenyzők                                                          | Idő     |
| -- | ------------------ | ------------------------------------------------------------------- | ------- |
|    | Jamaica            | Nesta Carter Asafa Powell Nickel Ashmeade Usain Bolt                | 37,36   |
|    | Kína               | Mo Youxue Xie Zhenye Su Bingtian Zhang Peiman                       | 38,01   |
|    | Kanada             | Aaron Brown Andre De Grasse Brendon Rodney Justyn Warner            | 38,13   |
| 4. | Németország        | Julian Reus Sven Knipphals Alexander Kosenkow Aleixo-Platini Menga  | 38,15   |
| 5. | Franciaország      | Emmanuel Biron Christophe Lemaitre Guy-Elphège Anouman Jimmy Vicaut | 38,23   |
| 6. | Antigua és Barbuda | Chavaughn Walsh Daniel Bailey Jared Jarvis Miguel Francis           | 38,61   |
| 7. | Egyesült Királyság | Richard Kilty Daniel Talbot James Ellington Chijindu Ujah           | Kiesett |
| 8. | Egyesült Államok   | Trayvon Bromell Justin Gatlin Tyson Gay Mike Rodgers                | Kizárva |